# Etoumbi
Etoumbi é uma pequena cidade na província Cuvette-Ouest no noroeste do Congo. A maioria dos residentes vivem da caça nas florestas locais.
Etoumbi é o local de quatro epidemias recentes do vírus ébola, que se acredita terem origem no consumo da carne de animais encontrados mortos na floresta. Em 2003, 120 pessoas morreram por causa desta epidemia. Em Maio de 2005, uma epidemia levou a que a pequena cidade ficasse de quarentena.